# 부커 T. 워싱턴 백악관 만찬
1901년 10월 16일, 백악관으로 이주한 직후 시어도어 루스벨트 대통령은 자신의 고문이자 아프리카계 미국인 대변인인 부커 T. 워싱턴을 자신과 가족과의 만찬에 초대했다. 이 사건은 미국 남부의 백인 정치인들과 언론으로부터 거센 비난을 불러일으켰다. 이러한 반응은 이후 백악관의 관행에 영향을 미쳤으며, 거의 30년 동안 다른 어떤 아프리카계 미국인도 만찬에 초대받지 못했다.

## 배경
루스벨트는 뉴욕주의 주지사였을 때 자주 흑인 손님을 만찬에 초대했고, 때로는 그들을 하룻밤 재우기도 했다.
이번 사건이 백악관에 아프리카계 미국인이 만찬에 초대된 첫 사례는 아니었다. 1798년 존 애덤스는 필라델피아의 대통령 관저에서 조제프 부넬(아이티 정부의 물라토 대표)과 그의 흑인 아내와 함께 식사한 적이 있었다. 프레더릭 더글러스와 소저너 트루스와 같은 지도자를 포함한 흑인들은 링컨, 그랜트, 헤이스, 클리블랜드 대통령에 의해 백악관에 초청되었다. 영부인 루시 헤이스의 초청으로 마리 셀리카 윌리엄스는 백악관에서 공연한 최초의 아프리카계 미국인 전문 음악가가 되었다.

## 반응
다음 날, 백악관은 "앨라배마 터스키기의 부커 T. 워싱턴이 어제 저녁 대통령과 식사했다"는 제목의 성명을 발표했다.
남부 언론과 정치인들의 반응은 즉각적이고 지속적이며 악의적이었다. 미시시피의 민주당원 제임스 K. 바더만은 백악관이 이제 "니그로 냄새로 너무 가득 차서 쥐들이 마구간으로 피난했다"고 불평했다. 멤피스 시미터는 이를 "미국 시민에 의해 자행된 가장 저주받을 만한 만행"이라고 선언했고, 10월 25일 미주리주 세달리아 센티넬은 1면에 "백악관의 니그로들"이라는 제목의 시를 게재했는데, 이 시는 대통령의 딸이 워싱턴과 결혼하거나 대통령의 아들이 워싱턴의 친척 중 한 명과 결혼해야 한다고 제안하며 끝났다. 벤저민 틸먼 상원의원은 "루스벨트 대통령이 그 니그로를 대접한 행동은 남부에서 흑인들이 다시 제자리를 찾기 전에 수천 명의 흑인을 죽여야 할 것"이라고 말했다.
조지아주 주지사 앨런 캔들러는 "지금 일어난 일 이후에는 어떤 자존심 있는 사람도 대통령과 동맹을 맺을 수 없다"고 논평했다. 그는 "어떤 남부인도 흑인과 함께 식사하는 백인을 존경할 수 없다"고 덧붙였다. 사우스캐롤라이나주 주지사 마일스 맥스위니는 "흑인과 함께 식사한 백인은 존경받을 수 없다. 단순히 식사에 초대된 사람들이 주최자의 자매나 딸과 결혼하기에 적합한지 아닌지의 문제일 뿐이다"라고 말했다.
1896년, 1900년, 1908년 민주당 대통령 후보였던 윌리엄 제닝스 브라이언은 이 초청을 흑인 표를 확보하고 인종 간 "사회적 평등"이라는 환상을 조장하기 위한 술책이라고 비난했다.
북부 언론은 워싱턴의 업적을 인정하고 이번 만찬이 루스벨트가 자신이 모든 사람의 대통령임을 강조하려는 시도라고 제안하며 더 관대했다. 일부 흑인 사회에서는 헨리 터너 주교가 워싱턴에게 "당신은 매우 보수적이었음에도 불구하고 흑인 인종의 위대한 대표이자 영웅이 될 것입니다"라고 말하는 등 긍정적으로 반응했지만, 다른 흑인 지도자들은 덜 열광적이었다. 워싱턴의 급진적 반대자였던 윌리엄 먼로 트로터는 이번 만찬이 그가 "흑인과 백인 사이의 사회적 분리를 지지하면서 자신은 백악관에서 식사하는 위선자"임을 보여주었다고 말했다.
백악관은 남부의 비난에 대해 처음에는 식사가 없었고 루스벨트 가문의 여성들이 흑인 남성과 함께 식사하지 않았다고 주장하며 대응했다. 다른 백악관 직원들은 저녁 식사가 아니라 점심 식사였다고 말했다. 워싱턴은 당시 아무런 언급도 하지 않았다.

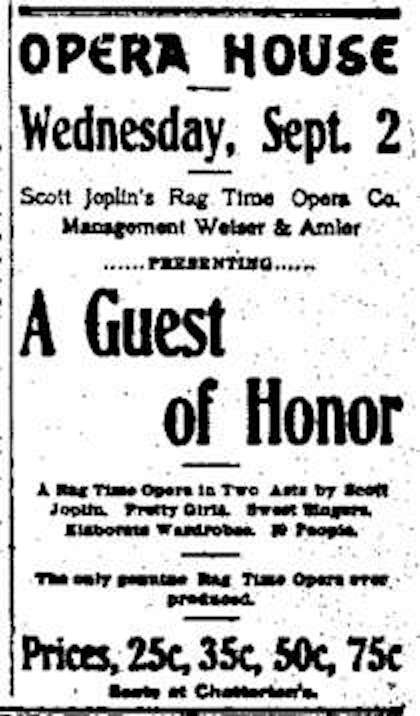

## 대중문화에서
스콧 조플린이 만든 첫 오페라인 어 게스트 오브 아너는 워싱턴의 백악관 만찬을 기반으로 했다.
블루스 음악가 거스 캐논의 호쿰 노래인 "캔 유 블레임 더 컬러드 맨"은 약 25년 후 이 사건을 풍자했다.

## 같이 보기
- 1929년 제시 드 프리스트의 백악관 차 모임
- 만찬 목록

## 추가 자료
- Burns, Adam (2019). "Courting white southerners: Theodore Roosevelt’s quest for the heart of the South." American Nineteenth Century History 20.1: 1–18.
- Davis, Deborah (2013). 《Guest of Honor: Booker T. Washington, Theodore Roosevelt, and the White House Dinner That Shocked a Nation》. New York City: Simon and Schuster. ISBN 978-1-43916982-7.
- Grantham, Dewey W (1958). "Dinner at the White House: Theodore Roosevelt, Booker T. Washington, and the South." Tennessee Historical Quarterly 17#2: 112–30.
- Harlan, Louis R (1972). Booker T. Washington: volume 1: The Making of a Black Leader, 1856–1901; pp 304–21. A major scholarly biography.
- Norrell, Robert J, 2011. Up from history: The life of Booker T. Washington Harvard University Press; pp 243–63. A major scholarly biography.
- Norrell, Robert J. (Spring 2009). 《When Teddy Roosevelt Invited Booker T. Washington to Dine at the White House》. 《The Journal of Blacks in Higher Education》 63 (The JBHE Foundation). 70–74쪽. JSTOR 40407606.
- Rose, Cynthia, ed, 2004. "Theodore Roosevelt and Booker T. Washington" in American Decades Primary Sources, vol. 1: 1900–1909, Gale, pp. 365–67.
- Sasaki, Takahiro (1986). "The ‘Tempest in a Teapot’: The South and Its Reaction to the Roosevelt-Washington Dinner at the White House in October, 1901." The American Review 1986.20: 48–67.
- Severn, John K.; William Warren Rogers (January 1976). 《Theodore Roosevelt Entertains Booker T. Washington: Florida's Reaction to the White House Dinner》. 《The Florida Historical Quarterly》 54 (Florida Historical Society). 306–318쪽. JSTOR 30151288.
- White, Arthur O. (January 1973). 《Booker T. Washington's Florida Incident, 1903-1904》. 《The Florida Historical Quarterly》 51 (Florida Historical Society). 227–249쪽. JSTOR 30151545.
- 《The Night President Teddy Roosevelt Invited Booker T. Washington to Dinner》. 《The Journal of Blacks in Higher Education》 35 (The JBHE Foundation, Inc). Spring 2002. 24–25쪽. doi:10.2307/3133821. JSTOR 3133821.